# Mercs
Mercs é um jogo eletrônico de tiro, do qual seu personagem, guerreia contra um grande exército de guerrilheiros inimigos. É um dos grandes sucessos do Sega Mega Drive.Podendo pegar carros do exército, perante o jogo e armas como fuzis e bazookas.

## Gameplay
A versão arcade do jogo tinha até três jogadores disponíveis. Os jogadores são membros de uma equipe secreta de mercenários conhecida como "Força do Lobo". A equipe é composta por Joseph Gibson, Howard Powell e Thomas Clarke. Seu objetivo é resgatar um ex-presidente de rebeldes no país fictício de Zutula, na África, que é administrado por um governo de regime apartheid. O jogo tem seis níveis, mais o nível final, onde o objetivo é resgatar o presidente de uma aeronave Hercules.
O personagem do jogador tem um medidor de vitalidade que se esgota gradualmente à medida que recebe dano dos inimigos, no entanto, os kits de primeiros socorros podem ser obtidos para restaurar parte da energia do personagem, além de power-ups que aumentam sua vitalidade máxima. O jogador pode atualizar sua arma padrão para um rifle de assalto, uma espingarda, um lançador de granadas ou um lança-chamas. O botão Megacrush detonará uma bomba que mata todos os inimigos na tela. No entanto, o Megacrush Attack tem usos limitados que o jogador só pode reabastecer colhendo mais bombas Megacrush ao longo dos cenários. Em certas etapas, o jogador pode pilotar veículos inimigos.